# Várostörténeti Múzeum
A pécsi Várostörténeti Múzeumot a Janus Pannonius Múzeum Új- és Legújabbkori Történeti Osztályának anyagából létesítették 1985-ben. A város újkori történetét bemutató állandó kiállítás – a Pécs iparára a középkortól oly jellemző bőrfeldolgozás egyik hajdani, 18-19. századi helyszínén – a Felsőmalom u. 9. szám alatt, az 1786-ban épült, késő barokk ún. Tímár-házban, egy egyemeletes, szárítópadlásos tímármanufaktúra épületében látható. E nagyszabású tárlat számos dokumentum, fotó, műtárgy, térkép és makett segítségével mutatja be a város gazdag történelmének jellemző mozzanatait, a 143 évig tartó török uralom alóli felszabadulástól (1686) a második világháborúig, illetve az ezt követő koalíciós időszakig (1948).

## A múzeum legfontosabb részei
Az 1762-ben alapított Pécsi Bőrgyár védett gépsora, a Zsoldos Benő-féle kártya, a rádió, a pedagógiai gyűjtemény, a Pécsi Dalárda tárgyi emlékei, a bányászlakás, cipészműhely-enteriőrök, a harangöntő minták, Irinyi Dániel ezüstserlege (1867), a céhzászlók és a pipagyűjtemény.
Pécs városának története a török kiűzésétől a "fordulat évéig" című állandó kiállítása tárgyi, dokumentum és fotóanyag segítségével érzékelteti a város sokoldalú fejlődését.

## A tímárok és a  település története
A városi jogok kivívása, 1780 után Pécsett a céhes ipar is rohamos fejlődésnek indult. A Tettye-patak völgyében és a Malom utcában települtek meg a tímárok, akik a patak vizét hasznosították, a megmunkált bőröket a házak padlásain szárították. Ezek sajátos kialakítása, fából készült zsaluzott szerkezete ma is megfigyelhető a múzeum épületén. Egykori tulajdonosa, az 1773-ban Csehországból ide települt Pelikán József tímármester volt, aki 1788-ban a ház udvarában egy nagy termet is építtetett. Itt mulatót és tánctermet üzemeltetett, amelyet mágocsi származású feleségéről "Mágocser táncház"-nak neveztek az ide járó polgárok.
A múzeumi kiállítást az emeleten, az egykori bálteremben, az éttermek és a tulajdonos lakása helyén rendezték be 1984-ben, a ház teljes felújítása után. Az első teremben, ahol valaha a lakás konyhája volt, a török hódoltságra utaló emlékek mellett látható a Széchenyi téren található Gázi Kászim pasa dzsámijának makettje (Fetter Antal építész műve).
A további termekben a polgári fejlődés követhető nyomon. 1780 után indult el az új és modern polgárváros kialakulása. A korszak legnagyobb urbanisztikai változását a népesedés rohamos növekedése okozta. Az 1780-ban még a 19. helyen álló város 1850-re a 24. helyre szorult vissza, de 1870-ben már a nyolcadik helyen állt a vidéki városok sorában, 1910-re pedig az 5. legnagyobb magyar település lett. Ezt a példa nélkül való növekedést aligha válthatták ki a város hagyományos funkciói. A megsokasodott munkaalkalmakat a szénbányászat, a koksz- és gázgyártás, a hőigényes iparágak, a kerámia, a tégla, a mészipar jelentették. Hasonló hatással lehetett a demográfiai és urbanisztikai átalakulásra az aránylag olcsó szenet felhasználó gép- és fémfeldolgozó ipar, a sörgyártás és dohányipar, a bútor és a bőripar. Az Osztrák–Magyar Monarchia iparilag fejlettebb vidékeiről a gyári kolóniákba telepítettek közel hétezer munkást.
Az iparosok és kereskedők jórészt németek voltak, a manufaktúrákban és a szőlőbirtokokon nagyrészt a Barátúr környékén lakó bosnyákok dolgoztak. 1853-tól, az osztrák-magyar érdekeltségű Dunagőzhajózási Társaság megkezdte az általa felvásárolt bányamezőkben a szén kitermelését, majd sorra bekebelezte a környék kisebb bányáit. Saját lakótelepet is épített, amelyet Kolóniának neveztek. A 19. század ötvenes-hatvanas éveiben alakultak a modernizáció feltételét megteremtő ipari vállalkozások, az első Pécsi Mész- és Téglagyár, a Zsolnay-gyár, a Scholz- és a Hirschfeld-féle sörgyárak, a Weidinger-féle gőzmalom, a Littke Pezsgőgyár, a Hamerli Kesztyűgyár, a Havas- és Ritter-féle gépgyár, az Engel Adolf parkettagyár, az Angster orgonagyár. 1882-ben alakult meg a Pécsi Kereskedelmi és Iparkamara. A város adminisztratív hatáskörének bővülését jelentette az Itélőtábla Pécsre költözése, melynek az Adriáig kiterjedő ügyfélvonzása volt. A századfordulón a városi kórházban, Magyarország egyik legnagyobb egészségügyi intézményében, egyszerre 1400 beteget gyógyítottak. Pécs a három dél-dunántúli megye gazdasági központja lett. A város iparának és gazdaságának itt vázolt történetét a Felsőmalom utcai múzeumban tárgyi emlékek, történeti dokumentumok és berendezett enteriőrök ismertetik szemléletesen és tudományos hitelességgel. Ezek között kiemelkedőek: a céhlevelek, a társas ládák, s az összevont céhek zászlója 1802-ből, az 1898-ban alapított Munkás című újság szerkesztőségi szobájának rekonstrukciója, a századforduló korának viseletei, végül egy suszterműhely, egy szatócsbolt és egy kávéház részlete a két világháború közötti évekből.